# نطاق مبسط
في علم الهندسة الرياضية والرياضيات التوافقية، يعد النطاق ذو البعد المبسط (أو التوافقي) عبارة عن مركب مبسط للدالة الهميومرفية الخاصة بـ بالنطاق ذي البعد النوني. وتنشأ بعض النطاقات المبسطة كحدود لمتعدد الرؤوس المحدب، غير أنه في الأبعاد العليا، لا يمكن الحصول على أغلب النطاقات المبسطة بهذه الطريقة.
وتكمن أهم مسألة معروضة في المجال في الحدس g، والتي قام بصياغتها بيتر ماكمولين، الذي يتساءل فيها عن الأعداد المحتملة لأوجه الأبعاد المختلفة للنطاق المبسط.

## أمثلة
- بالنسبة لأي n &ge; 3، فإن دورة n البسيطة Cn تكون دورة مبسطة، مثل نطاق البعد المبسط 1.

```
وهذه البنية تنتج جميع الدورات المبسطة.
```

- يكون حد مجسم كثير السطوح ومحدب في R3 مع أوجه ثلاثية، مثل مجسم ثماني السطوح أو مجسم بعشرين سطحًا نطاق-2 المبسط.
- وبشكل أكثر عمومية، يعد حدد أي بعد-(d+1) متراص (أو مجموعة محاطة) مبسطة متعددة الرؤوس المحدبة في الفضاء الإقليدي نطاقًا مبسطًا.

## الخصائص
يُستنتج من صيغة أويلر أن أي نطاق-2 مبسط مع قمم n لديه 3n &minus; 6 حافة و2n &minus; 4 أوجه. ويتم الوصول إلى الحالة n = 4 بشكل هرمي. وعن طريق تكرار أداء التشعبات الباريسنترية، من السهولة تعيين نطاق لأي n &ge; 4. علاوة على ذلك، فقد قدم إرنست شتاينتز تشخيص 1-skeleta (أو مخططات الحافة) لمتعدد الرؤوس المحدب في R3؛ مما يعني أن أي نطاق-2 مبسط هو حد متعدد الروؤس المحدبة.
وقد أنشأ برانكو غرونباوم نموذجًا للنطاق المبسط غير المحدب. وأثبت جيل كالاي أن «معظم» النطاقات المبسطة في الواقع غير محدبة. وأصغر نموذج يتمتع بالبعد d = 4 وفيه f0 = 8 قمم.
ويعطي حدس الربط العلوي روابط عليا للأعداد fi للأوجه i لأي نطاق d مبسط مع كون f0 = n قمم. وتم إثبات هذا الحدس للنطاقات المتعددة الرؤوس من قبل بيتر ماكمولين في عام 1970 ومن خلال ريتشارد ستانلي للنطاقات المبسطة العامة في عام 1975.
الحدسg، الذي تمت صياغته من قبل مكمولين في 1970، يطرح توصيفًا كاملاً لعوامل الموجهات f للنطاقات d المبسطة. بعبارة أخرى، ما هي المتواليات الممكنة لعدد الأوجه لكل بعد لنطاق d المبسط؟ في حالة النطاقات المتعددة الرؤوس، يتم الرد من خلال نظرية g، التي تم إثباتها في عام 1979 من خلال بيلارا ولي (الوجود) وستانلي (الضرورة). وتم استنتاج أن الحالات نفسها ضرورية للنطاقات المبسطة العامة. وتبلغ قيمة الحدس المفتوح لـ d 5 على الأقل (اعتبارًا من 2009).